# Марот
Марот (њем. Maroth) општина је у њемачкој савезној држави Рајна-Палатинат. Једно је од 192 општинска средишта округа Вестервалд. Према процјени из 2010. у општини је живјело 246 становника. Посједује регионалну шифру (AGS) 7143045.

## Географски и демографски подаци
Марот се налази у савезној држави Рајна-Палатинат у округу Вестервалд. Општина се налази на надморској висини од 280 метара. Површина општине износи 3,4 km². У самом мјесту је, према процјени из 2010. године, живјело 246 становника. Просјечна густина становништва износи 72 становника/km².